# Banestes
Banestes (Banco do Estado do Espirito Santo) is een staatsbank van de regering van de Braziliaanse staat Espírito Santo.
Deze bank werd op 15 oktober 1937 opgericht. Banestes heeft ook vestigingen in andere staten en een kantoor in São Paulo. Banestes is een van de weinige staatsbanken die de golf van privatiseringen en fusies door particuliere banken heeft overleefd.